# Polycarpa tenera
Polycarpa tenera is een zakpijpensoort uit de familie van de Styelidae. De wetenschappelijke naam van de soort is voor het eerst geldig gepubliceerd in 1892 door Lacaze-Duthiers & Delage.